# Hedyotis macraei
Hedyotis macraei är en måreväxtart som beskrevs av Joseph Dalton Hooker. Hedyotis macraei ingår i släktet Hedyotis och familjen måreväxter.
Artens utbredningsområde är Sri Lanka. Inga underarter finns listade i Catalogue of Life.